# Roger Allin
Roger Allin, född 18 december 1848 i Bradworthy i Devonshire, död 1 januari 1936 i Park River, North Dakota, var en engelsk-amerikansk politiker (republikan). Han tjänstgjorde som guvernör i North Dakota 1895–1897.
Allin föddes i England och kom som barn med sin familj till Kanada. Han flyttade 1881 till Dakotaterritoriet och valdes följande år till fredsdomare.
Allin efterträdde 1891 Alfred Dickey som North Dakotas viceguvernör och efterträddes 1893 av Elmer D. Wallace. År 1895 efterträdde han Eli C.D. Shortridge som guvernör.  Det ekonomiska läget var dåligt och Allin gjorde nedskärningar inom den högre utbildningen. Han efterträddes 1897 av Frank A. Briggs.
Allins grav finns på begravningsplatsen Park River Memorial Park i Park River.